# Джефф Чигер
Джефф Чигер (1 грудня 1943 , Бруклін, Нью-Йорк ) (англ. Jeff Cheeger) — математик, професор Курантівського інституту математичних наук при Нью-Йоркському університеті в Нью-Йорку. 
Його основні інтереси - диференціальна геометрія та її зв'язки з топологією та аналізом.

## Біографія
Чигер закінчив Гарвардський університет та здобув ступінь бакалавра в 1964 році. 
В 1966 закінчив Прінстонський університет зі ступенем магістра  та в 1967 здобув ступінь доктора філософії. 
Срібний професор Курантівського інституту математичних наук при Нью-Йоркському університеті , де працює з 1993 року.
1966–1967 рр працював асистентом і дослідником у Прінстонському університеті, 1967–1968 рр докторантом і викладачем Національного наукового фонду, асистентом 1968 — 1969 рр. в Університеті Мічигану та доцентом з 1969–1999 рр. 1971 в SUNY в Стон-Брук . Професором SUNY у Стоні-Брук 1971 — 1985 рр, провідним професором 1985 — 1990 рр та видатним професором 1990 — 1992 рр.

## Нагороди та визнання
- 1967-1968: докторант Національного наукового фонду;
- 1971–1973: стипендія Слоуна[en];
- 1974: запрошений доповідач на Міжнародному конгресі математиків;
- 1978: запрошення на щорічні збори AMS;
- 1984–1985: стипендія Гуггенгайма[6];
- 1986: запрошений доповідач на Міжнародному конгресі математиків;
- 1992–1994: дослідницька премія Макса Планка (спільно Вернером Мюллером), Товариство Олександра фон Гумбольдта;
- 1997: член Національної академії наук США;
- 1998: член Фінської академії науки та літератури.[7];
- 2001: премія Освальда Веблена з геометрії;
- 2006: член Американської академії мистецтв і наук;
- 2012: член Американського математичного товариства [8];
- 2019: премія Стіла за життєві досягнення;
- 2021: премія Шао (спільно з Жаном-Мішелем Бісмутом)[9];

## Доробок
- Cheeger, Jeff; Kleiner, Bruce.  On the differentiability of Lipschitz maps from metric measure spaces to Banach spaces.  Inspired by S. S. Chern,  129–152, Nankai Tracts kn Mathematics. 11, World Science Publications, Hackensack, N.J., 2006.
- Differentiability of Lipschitz functions on metric measure spaces.  Geometric and Functional Analysis. 9  (1999), no. 3, 428–517.
- Lower bounds on Ricci curvature and the almost rigidity of warped products, with T. H. Colding. Annals of Mathematics. 144. 1996. 189–237.
- On the cone structure at infinity of Ricci flat manifolds with Euclidean volume growth and quadratic curvature decay, with Gang Tian. Inventiones Mathematicae. 118. 1994. 493–571.
- Collapsing Riemannian manifolds while keeping their curvature bounded, II, with Mikhail Gromov. Journal of Differential Geometry. 31, 4. 1990. 269–298. Collapsing manifold
- Eta-invariants and their adiabatic limits, with J. M. Bismut. Journal of American Mathematical Society, 2, 1. 1989. 33–70.
- Cheeger, Jeff; Gromov, Mikhail; Taylor, Michael Finite propagation speed, kernel estimates for functions of the Laplace operator, and the geometry of complete Riemannian manifolds.  Journal of Differential Geometry.  17  (1982), no. 1, 15–53.
- On the Hodge theory of Riemannian pseudomanifolds. American Mathematical Society: Proceedings of the Symposium in Pure Mathematics. 36. 1980. 91–146. L² cohomology
- Cheeger, Jeff (1977), Analytic Torsion and Reidemeister Torsion, Proceedings of the National Academy of Sciences, 74 (7): 2651—2654, Bibcode:1977PNAS...74.2651C, doi:10.1073/pnas.74.7.2651, MR 0451312, PMC 431228, PMID 16592411 Analytic torsion

- Cheeger, Jeff; Gromoll, Detlef. The splitting theorem for manifolds of nonnegative Ricci curvature.  Journal of Differential Geometry. 6 (1971/72), 119–128. Splitting theorem
- A lower bound for the smallest eigenvalue of the Laplacian.  Problems in analysis (Papers dedicated to Salomon Bochner, 1969),  pp. 195–199. Princeton University Press, Princeton, N.J., 1970. Cheeger constant
- Cheeger, Jeff; Gromoll, Detlef. The structure of complete manifolds of nonnegative curvature.  Bulletin of the American Mathematical Society. 74  1968 1147–1150.  Soul theorem
- Cheeger, Jeff. Finiteness theorems for Riemannian manifolds.  American Journal of Mathematics.  92  (1970) 61–74.
- Cheeger, Jeff; Ebin, David G.  Comparison theorems in Riemannian geometry.  Revised reprint of the 1975[10] original. AMS Chelsea Publishing, Providence, RI, 2008.[11]